# Eberhard Wölfel
Eberhard Wölfel (* 16. April 1927 in Bad Elster; † 4. Februar 2019 in Hamburg) war ein deutscher evangelischer Theologe.

## Leben

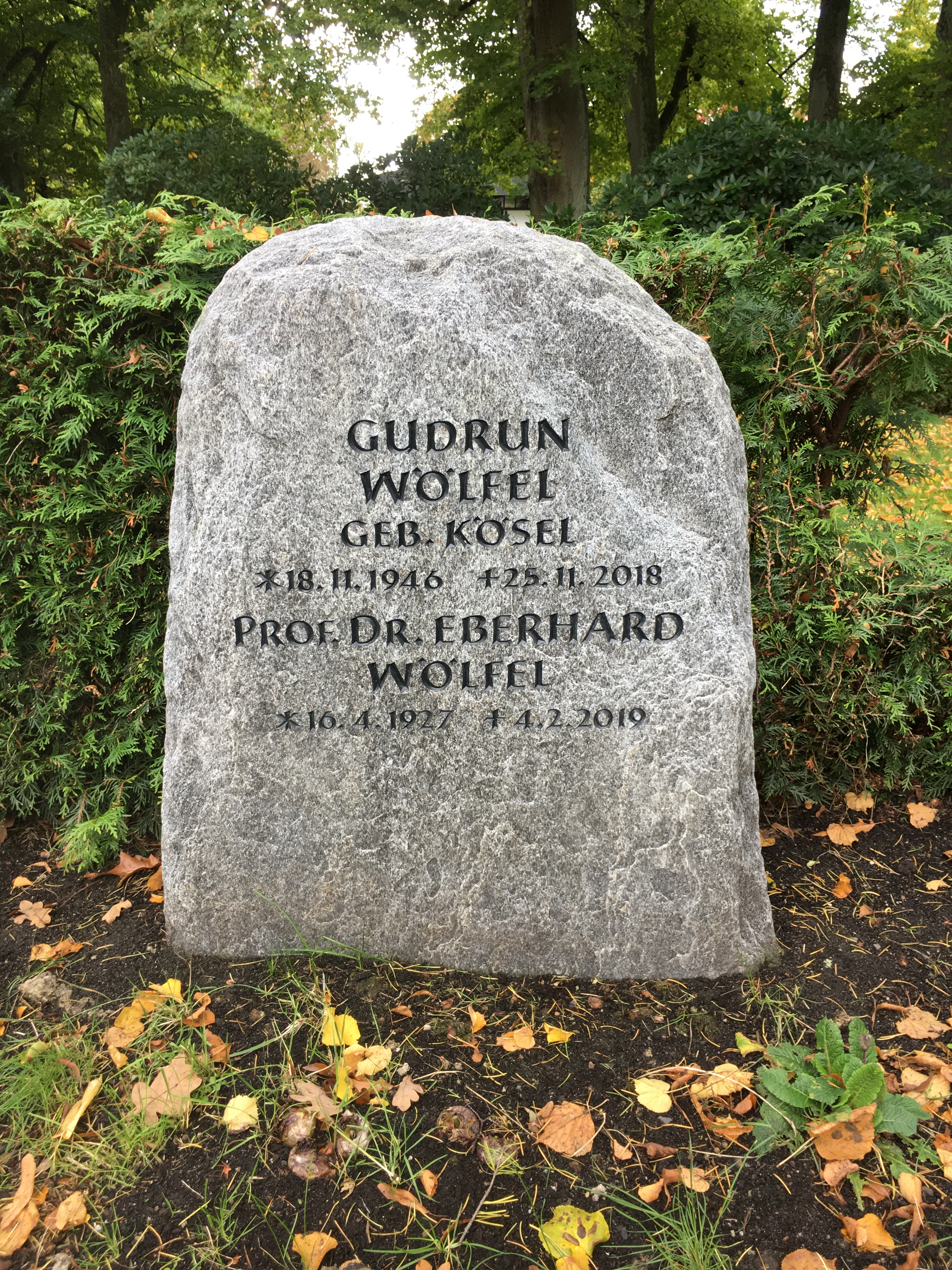
Grabstätte auf dem Friedhof Ohlsdorf

Nach der Promotion am 20. Dezember 1957 zum Dr. theol. in Erlangen und der Habilitation 1963 ebenda wurde er Privatdozent und 1966 Universitätsdozent. Als Professor wurde er 1966 an die Ruhr-Universität Bochum berufen. Von 1971 bis 1991 lehrte er als Professor in Kiel.
Eberhard Wölfel fand seine letzte Ruhestätte auf dem Friedhof Ohlsdorf. Sie liegt im Planquadrat O 31 bei Kapelle 10.

## Werke (Auswahl)
- Luther und die Skepsis. Eine Studie zur Kohelet-Exegese Luthers (= Forschungen zur Geschichte und Lehre des Protestantismus. Reihe 10. Band 12). Kaiser, München 1958, OCLC 470185723 (zugleich Dissertation, Erlangen 1957).
- Seinsstruktur und Trinitatsproblem. Untersuchungen zur Grundlegung der natürlichen Theologie bei Johannes Duns Scotus (= Beiträge zur Geschichte der Philosophie und Theologie des Mittelalters. Band 40. Heft 5). Aschendorff, Münster 1965, OCLC 989488341 (zugleich Habilitationsschrift, Erlangen 1963).
- Welt als Schöpfung. Zu den Fundamentalsätzen der christlichen Schöpfungslehre heute (= Theologische Existenz heute. Nummer 212). Kaiser, München 1981, ISBN 3-459-01396-6.